# Nicolas Antoine Boulanger
Nicolas Antoine Boulanger (París 11 de noviembre de 1722-16 de septiembre de 1759) fue un escritor francés.

## Biografía
Hijo de un comerciante de papel, Boulanger dedicó su atención inicialmente a las matemáticas como ingeniero civil. Después se centró al estudio de lenguas antiguas y orientales, componiendo algunos escritos filosóficos en los cuales busca explicar las supersticiones y las prácticas religiosas establecidas en el mundo. 

## Obra
La edición de su obra fue póstuma. Tres de sus principales obras, que fueron objeto de prohibición eclesiástica, son: 
- Recherches sur l’origine du despotisme oriental, 1761 ;
- L'Antiquité dévoilée par ses usages, obra publicada por D'Holbach, 1766.
- Le Christianisme dévoilé. (Texto atribuido alternativamente a D'Holbach).[1]

Existe además una monumental obra de este escritor, que es poco conocida: "Les Anecdotes de la Nature", jamás publicada (solo existirían entre tres y cinco ejemplares)[cita requerida] sobre geología. 
También colaboró con artículos de  derecho en los volúmenes III y IV de  L'Encyclopédie de Diderot y D’Alembert.